# Пежусара
Пежусара (порт. Pejuçara)  —  муниципалитет в Бразилии, входит в штат Риу-Гранди-ду-Сул. Составная часть мезорегиона Северо-запад штата Риу-Гранди-ду-Сул. Входит в экономико-статистический  микрорегион Ижуи. Население составляет 4300 человек на 2006 год. Занимает площадь 414,238 км². Плотность населения — 10,4 чел./км².

## История
Город основан 15 мая 1965 года. 

## Статистика
- Валовой внутренний продукт на 2003 составляет 100.295.106,00 реалов (данные: Бразильский институт географии и статистики).
- Валовой внутренний продукт на душу населения на 2003 составляет 23.604,40 реалов (данные: Бразильский институт географии и статистики).
- Индекс развития человеческого потенциала на 2000 составляет 0,796 (данные: Программа развития ООН).

## География
Климат местности: субтропический гумидный.